# Stężyca Nadwieprzańska
Stężyca Nadwieprzańska (prononciation : [stɛ̃ˈʐɨt͡sa nadvʲɛˈpʂaɲska]) - (en Ukrainien: Стужиця Надвепринська, Stuzhytsia Nadvepryns’ka) est un village polonais de la gmina de Krasnystaw dans le powiat de Krasnystaw de la voïvodie de Lublin dans l'est de la Pologne.
Il se situe à environ 6 kilomètres au nord de Krasnystaw (siège du powiat) et 46 kilomètres au sud-est de Lublin (capitale de la voïvodie).

## Histoire
De 1975 à 1998, le village est attaché administrativement à la Voïvodie de Chełm.

Depuis 1999, il fait partie de la nouvelle voïvodie de Lublin.